# ムナグロ

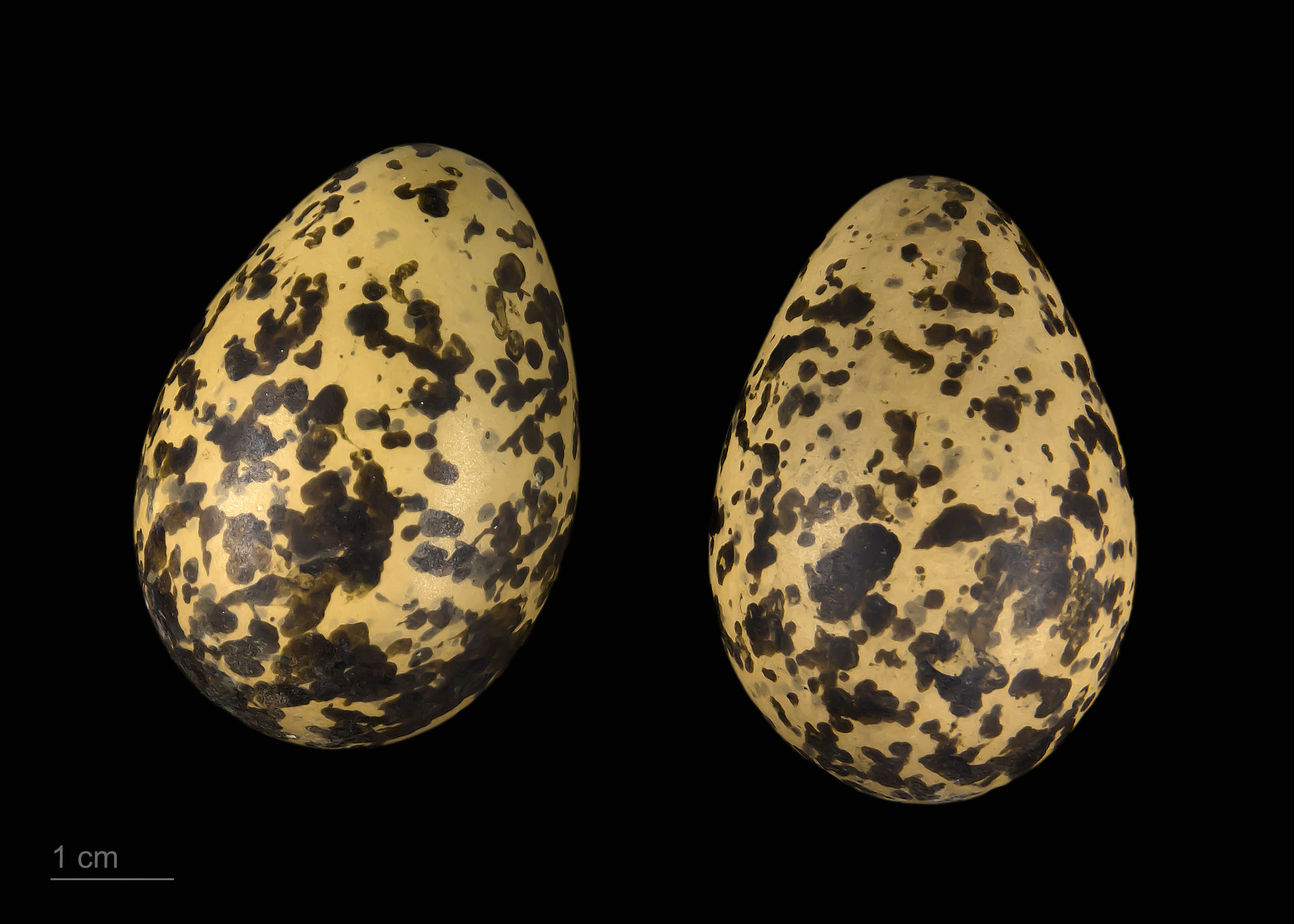
Pluvialis fulva

ムナグロ（胸黒、英名Pacific Golden Plover、学名：Pluvialis fulva）は、チドリ目チドリ科に分類される鳥類の一種である。

## 分布
シベリアとアラスカ西部のツンドラで繁殖し、冬季は東南アジアやオーストラリア、インド、アフリカ東部などへの渡りをおこない越冬する。
日本へは旅鳥として春と秋の渡りの時期に全国に飛来する。本州の中部以南の地域では、越冬する個体もある。南西諸島や小笠原諸島では、普通に越冬している。

## 形態
全長は約24 cm、翼開長は約60 cm。雌雄同色。成鳥夏羽は、顔から腹までの下部分が黒く、その上部に白い縁取りがある。背面は黄褐色と黒褐色の斑模様になっている。成鳥冬羽は、体下面が淡黄褐色で腹部が褐色がかった白色である。嘴は黒色。足は灰色みをおびた黒色である。
幼鳥は成鳥の冬羽と似ているが、全体に黄褐色みが強く翼の下面が白っぽい。

## 生態
繁殖期は極地のツンドラに生息し、6-8月に繁殖する。つがいで生活し、縄張りを持つ。巣は地上に作り、産卵数は普通4卵である。
食性は主に動物食で、昆虫類や甲殻類などを捕食する。草原や田圃で植物の種子をついばむこともある。
渡りの時期や越冬時には、水田や草原、干潟や河原、河口などに生息する。体型の似ているダイゼンと比べると、やや乾いた環境を好む傾向がある。特に、越冬地では干潟や河原よりも、畑や公園の芝生などの方でよく観察されている。
飛翔しながら「ピョピョー」「キビョー」などの声で鳴く。

## 種の保全状況評価
国際自然保護連合（IUCN）により、軽度懸念（LC）の指定を受けている。
日本の以下の都道府県で、レッドリストの指定を受けている。
- 絶滅危惧II類 - 東京都（区部、北多摩、南多摩、西多摩）[6]
- 準絶滅危惧種 - 京都府（春秋に旅鳥として飛来し、近年減少している。）[7]
- 準絶滅危惧 - 大阪府[8]
- 一般保護生物（D） - 千葉県（環境省の準絶滅危惧種に相当。）[9]
- 減少種 - 神奈川県（非繁殖期）[10]